# 2020年代中国大陆网络迷因列表
本条目收录2020年以来中国大陆的网络迷因，尤其是2019冠状病毒病疫情之后的内容。条目包含网络用语及对图片，视频等其他内容的描述。

## 网络用语
- 你生我梦：你的生活我的梦之缩写。用来表达强烈的羡慕之情。
- 鼠鼠：诞生于约2022年，是一种自嘲，认为自己社会地位低下，像阴沟里的老鼠一样。[1]
- 东方明珠防御塔：“防御塔”是塔防类电子游戏术语，在上海外滩饮用便宜的蜜雪冰城饮料“将会被东方明珠射击”，调侃精致的消费主义。[2]
- 浮木：“父母”的谐音，通常用于骂人。
- 精罗：精神罗马人的简称，通常是西方古典学和古代史的爱好者，倾向于罗马一边。遇到罗马人有关的好事则会“狂喜”，坏事则会“激怒”。[3]
- 世界是个草台班子：因为新浪微博用户“河森堡”的文章得以传播。“草台班子”一词源自中国传统戏剧，原意指松散拼凑、粗制滥造的剧场和剧团。主要用于代指对于表面上的权威和精英的质疑[4]。
- 主理人：服装，餐饮，酒吧，咖啡馆等行业的业主用以自称，强调自身特色和对艺术审美的重视。[5]
- 搭子：针对专门需求，利用网络找到的有限社交伙伴。[6]

## 图片和视频

多次传播后画质减损的旋转猫

- 旋转猫，又称oiiai猫，一个呆立的猫图片，不断旋转，搭配不断重复的oiiaioiiai声和电子音乐。[7]